# Orok
Gli Orok, detti anche Oroki o Orocioni (Ороки in russo che si autodefiniscono: ульта, ulta, ulcha; da non confondere con gli Oroci del Kraj di Chabarovsk o con gli Oroqen della Cina) sono un gruppo etnico dell'oblast' di Sachalin, in Russia.
Occasionalmente gli Oroki, così come gli Oroci e gli Udege, vengono erroneamente chiamati "Oročon". La radice "oro", nelle lingue tunguse, si riferisce alle renne ed è ragionevole assumere che molti popoli delle steppe con culture simili possano riferirsi a loro stessi con l'appellativo di "popolo delle renne".
Si crede che gli antenati degli Oroki siano i Lamuti, gli Ulchi e i Nivchi. Secondo il censimento del 2002, vi erano 346 Oroki in Russia. La comunità si trova in gran parte stanziata a sud dell'isola di Sachalin nei pressi della città di Poronaisk.
Gli Oroki non hanno un linguaggio scritto. La lingua oroka appartiene alla famiglia delle lingue tunguse.